# Craster
Craster – wieś w Anglii, w hrabstwie Northumberland. Leży 56 km na północ od miasta Newcastle upon Tyne i 451 km na północ od Londynu. W 2001 miejscowość liczyła 342 mieszkańców.